# Chasné-sur-Illet
 Chasné-sur-Illet  es una población y comuna francesa, situada en la región de Bretaña, departamento de Ille y Vilaine, en el distrito de Rennes y cantón de Liffré.

## Demografía
| 431 | 415 | 540 | 866 | 882 | 1139 |
| Para los censos de 1962 a 1999 la población legal corresponde a la población sin duplicidades (Fuente: INSEE [Consultar]) |     |     |     |     |      |